# Ліпідний бішар
Ліпідний бішар — двійний шар ліпідів зорієнтованих один до одного неполярними залишками. Його ще називають ліпідною мембраною.

Схема перрерізу ліпідного бішару перпендикулярно площини мембрани.

Л. Б. є основою клітинних мембран й запобігає змішуванню зовнішнього та внутрішнього середовища клітини завдяки своїй непроникності для іонів та більшості білків. В природних умовах Л. Б. формується з суміші ліпідів (переважно фосфоліпідів), але отримують й монокомпонентні Л. Б.

## Склад та структура

### Фазовий стан

Зменшення жорсткості мембрани викликане наявністю ненасичених кислотних залишків (показані голубим)

Визначається переважно складом ЛБ та температурою. Однокомпонентні ЛБ залежно від температури перебувають у впорядкованій або невпорядкованій фазі. Точка переходу залежить від типу ліпідних ланцюгів. Чим вони коротші, тим вона нижче. Наприклад для фосфатидилхолінових похідних DLPC 0 °C(C12) DMPC 23 °C(C14) DPPC 41 °C(C16) DSPC 55 °C(C18).(Тпр деяких ліпідних бішарів) [Архівовано 16 липня 2014 у Wayback Machine.]
У випадку дво- або полікомпонентних мембран Тпр не визначена точка, а діапазон, в якому співіснують дві фази (за аналогією до льоду, який плаває в воді).
Наявність ненасичених кислотних залишків у ліпідах зменшує жорсткість мембрани, та понижує Тпр.